# Arrondissements du Var

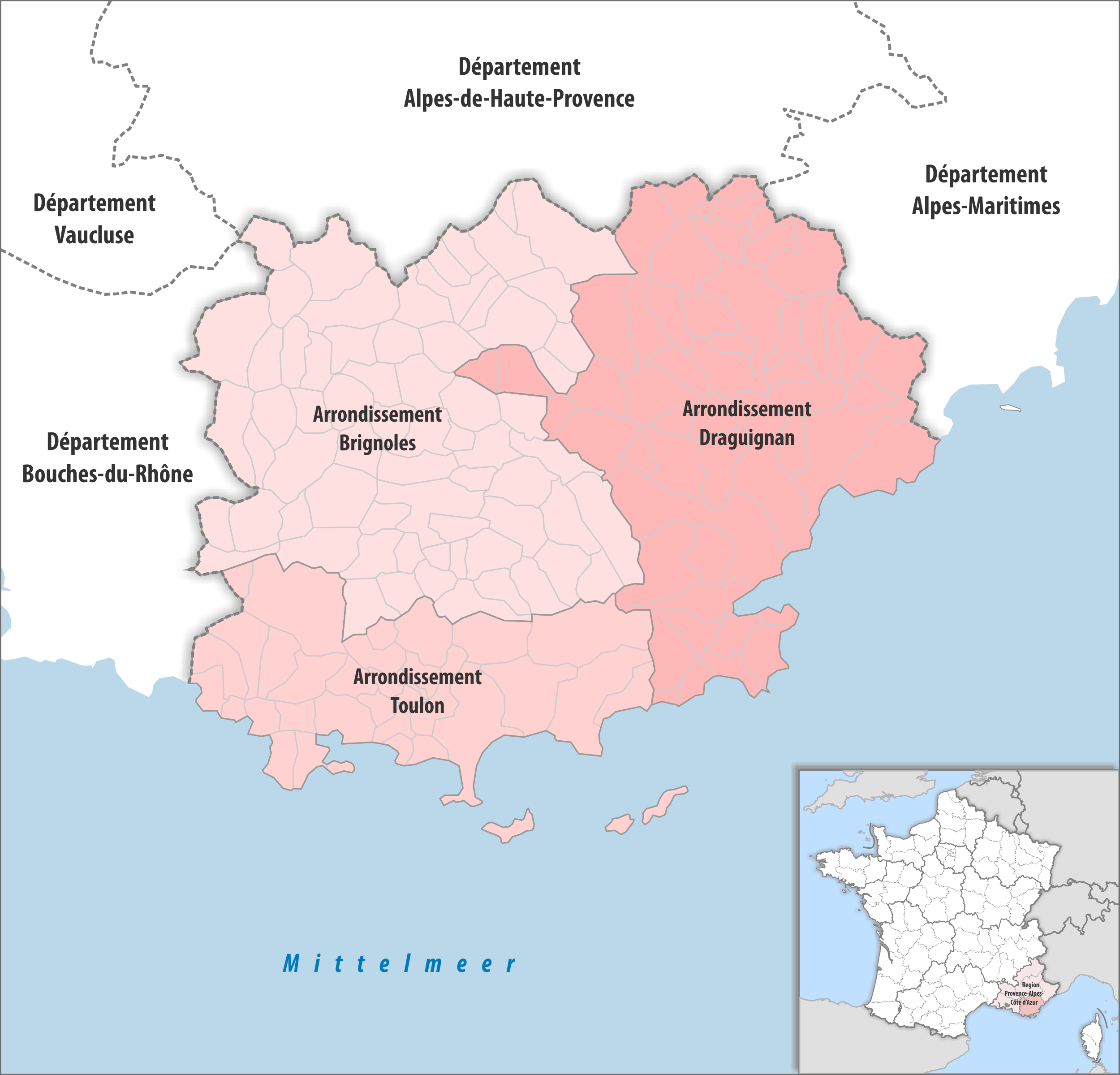
Les arrondissements du Var en 2019.

Le département du Var comprend trois arrondissements.

## Composition
| Nom                          | Code Insee | Superficie (km2) | Population (dernière pop. légale) | Densité (hab./km2) | Modifier             |
| ---------------------------- | ---------- | ---------------- | --------------------------------- | ------------------ | -------------------- |
| Arrondissement de Brignoles  | 833        | 2 518,30         | 190 660 (2022)                    | 76                 | modifier les données |
| Arrondissement de Draguignan | 831        | 2 220,80         | 323 222 (2022)                    | 146                | modifier les données |
| Arrondissement de Toulon     | 832        | 1 233,50         | 594 482 (2022)                    | 482                | modifier les données |
| Var                          | 83         | 5 973,00         | 1 108 364 (2022)                  | 186                | modifier les données |

## Histoire
- 1790 : création du département du Var avec neuf districts : Barjols, Brignoles, Draguignan, Fréjus, Grasse, Hyères, Saint-Maximin, Saint-Paul, Toulon
- 1793 : le chef-lieu du département est déplacé de Toulon à Grasse
- 1795 : le chef-lieu du département est déplacé de Grasse à Brignoles
- 1797 : le chef-lieu du département est déplacé de Brignoles à Draguignan
- 1800 : création des arrondissements : Brignoles, Grasse, Draguignan, Toulon
- 1860 : rattachement de l'arrondissement de Grasse au département des Alpes-Maritimes nouvellement créé
- 1926 : suppression de l'arrondissement de Brignoles
- 1974 : le chef-lieu du département est déplacé de Draguignan à Toulon
- 1974 : restauration de l'arrondissement de Brignoles
- Grasse et Saint-Paul font partie des Alpes-Maritimes depuis 1860.